# Nigerijska košarkaška reprezentacija
Nigerijska košarkaška reprezentacija predstavlja državu Nigeriju u međunarodnoj muškoj košarci.
Na olimpijskom turniru u Rio de Janeiru 13. kolovoza 2016. godine u četvrtom kolu natjecanja po skupinama iznenađujuće su pobijedili Hrvatsku 90:76, što im je prva pobjeda na velikim svjetskim natjecanjima.

### Postava na OI 2012.
| Ime i prezime      | Klub                       |
| ------------------ | -------------------------- |
| Tony Skinn         | Ironi Aškelon              |
| Ekene Ibekwe       | BBC Bayreuth               |
| Ike Diogu          | Capitanes de Arecibo       |
| Al-Farouq Aminu    | New Orleans Hornets        |
| Ade Dagunduro      | Stella Artois Leuven Bears |
| Chamberlain Oguchi | Panteras de Miranda        |
| Koko Archibong     | LTi Giessen 46ers          |
| Richard Oruche     | Académica Coimbra          |
| Ejike Ugboaja      | Janeš Tarabor QOM          |
| Derrick Obasohan   | Joventut Badalona          |
| Alade Aminu        | Élan Chalon                |
| Olumide Oyedeji    | Qingdao Double Star        |
| Ayo Bakare         |                            |

### Postava na košarkaškom SP-u 2006.
Trener Sanni Ahmed je pozvao iduću momčad u Japan:
| #  | Položaj | Ime i prezime      | Nadnevak rođenja | Momčad                      | Visina |
| -- | ------- | ------------------ | ---------------- | --------------------------- | ------ |
| 4  | branič  | Josh Akognon       | 1986.            | Washington State University |        |
| 5  | krilo   | Ekene Ibekwe       | 1985.            | University of Maryland      |        |
| 6  | branič  | Chamberlain Oguchi | 1986.            | University of Oregon        |        |
| 7  | krilo   | Ime Udoka          | 1977.            | New York Knicks             |        |
| 8  | branič  | Ebi Ere            | 1981.            | Liège Basket                |        |
| 9  | branič  | Jeff Varem         | 1983.            | Pau Orthez                  |        |
| 10 | centar  | Julius Nwosu       | 1971.            | CSU Asesoft Ploieşti        |        |
| 11 | krilo   | Derrick Obahosan   | 1981.            | Hyères-Toulon Var Basket    |        |
| 12 | krilo   | Tunji Awojobi      | 1973.            | Hapoel Jerusalem            |        |
| 13 | krilo   | Gabe Mouneke       | 1978.            | Pınar Karşıyaka             |        |
| 14 | krilo   | Aloysius Anagonye  | 1981.            | Joventut Badalona           |        |
| 15 | centar  | Ikenne Nwankwo     | 1973.            | CAB Madeira                 |        |
| -  | trener  | Sanni Ahmed        | ...              |                             |        |